# Schlacht bei Hulst
Die Schlacht bei Hulst (niederländisch: Slag bij Hulst) war eine Feldschlacht, die am 4. Juli 1640, in den letzten Jahren des Achtzigjährigen Krieges, stattfand. Sie endete mit der Niederlage der angreifenden Partei.
Die Truppen der niederländischen Republik der Sieben Vereinigten Provinzen versuchten, die flämische Stadt Hulst einzunehmen. Hierzu führte Heinrich Casimir I. von Nassau-Dietz einen Angriff auf Fort Moerschans aus. Dieses Fort war Bestandteil einer Reihe von Befestigungswerken innerhalb der sogenannten „Linie van Communicatie ten Oosten van Hulst“, welche in nordöstliche Richtung nach Zandberg verlief. Die flämischen Truppen, ein stehendes, multinationales Heer (bestehend von 1567 bis 1706) in den Diensten der spanischen Krone, von den Niederländern als Spanjaarden bezeichnet, welche sich hier zu diesem Zeitpunkt in der Unterzahl befanden, griffen zu einer List. Sie stellten entlang der Verteidigungslinie eine Anzahl Trompeter auf, von denen ein jeder eine andere Melodie spielte. Heinrich Casimir glaubte, dass diese Trompeter zu verschiedenen Armeeeinheiten gehörten und er sich hier einer großen Übermacht gegenübersah, sodass er mit seinen Leuten die Flucht ergriff.
Der Oberbefehlshaber der niederländischen Streitkräfte, Friedrich Heinrich von Oranien, war darüber erbost und er befahl einen Angriff auf die Befestigungen der Spanier. Die Offensive missglückte. Bei dem Sturm auf das Fort Nassau, eine Befestigung, einen Kilometer nordwestlich von Hulst gelegen (am Kanal Oude Vaart), fiel auch Heinrich Casimir. Er wurde durch einen Pistolenschuss in seinen unteren Rücken getroffen, fiel vom Pferd und lag noch einige Zeit auf dem Feld zwischen den toten und sterbenden Soldaten. Er wurde geborgen und operiert, starb jedoch wenige Tage darauf an der Verletzung.
Die Truppen von Friedrich Heinrich brachen wenige Tage später ihr Lager ab und kehrten erst fünf Jahre später zur Belagerung von Hulst zurück, bei der es schließlich gelang Hulst einzunehmen.